# Servizio Informazioni Militare
Servizio Informazioni Militare (slovensko Vojaška obveščevalna služba; (kratica SIM) je bila obveščevalna služba Italijanske kopenske vojske, ki je bila dejavna med letoma 1927 in 1944.

## Zgodovina
SIM je bila tehnično-obveščevalno podrejena namestniku načelnika Generalštaba Italijanske kopenske vojske, organizacijsko, disciplinsko in administrativno pa državnemu podsekretarju na Ministrstvu za vojno Italije. Njena naloga je bila zbirati, preverjati in izkoriščati informacije o tujih armadah in državah za pripravo lastnih vojaških posegov. Poleg zgoraj omenjenih nalog pa je imela na skrbi še zbiranje podatkov o tujih vohunih (kontrašpijonaža). Ob vstopu Italije v 2. svetovno vojno so ob njej delovale še podobne ustanove v vojni mornarici, vojnem letalstvu ter neodvisna organizacija za »kontrašpojonažo in posebne naloge«. Takšna sestava obveščevalnih služb je povzročala težave pri usklajevanju, ki jih tudi večkratne preureditve niso mogle odpraviti. 
SIM, ki je bil redkokdaj obveščen o namerah italijanskega vojaškega poveljstva, je nudil pred začetkom napadov italijanske armade na Francijo, Albanijo, Grčijo in Jugoslavijo natančna obvestila »o sovražnikovem bojnem razporedu«; a čeprav so bila ta obvestila razmeroma točna, jih pristojna poveljstva niso ustrezno upoštevala. Prav tak je bil odnos teh poveljstev do podatkov SIM v zvezi z boji v Afriki in ofenzivnem načrtu Sovjetske zveze pozimi 1941-1942.
Niso pa prezrli namer Nemčije v primeru če bi Italija zapustila vojskujoči se tabor sil osi. 
24. aprila 1940 so SIM odvzeli sekcijo, ki je imela nalogo preprečevati sovražne obveščevalne in sabotažne akcije; iz te sekcije je nastala Controspionaggio Militare e Servizi Speciali.
Po propadu službe so bili uslužbenci premeščeni v novoustanovljeno Servizio Informazioni Forze Armate.

## Vodstveni kader
Načelniki
- polkovnik Attilio Vigevano (februar 1921 - april 1926)
- polkovnik Carlo Barbieri (maj 1926 - junij 1927)
- polkovnik Luigi Toselli (julij 1927 - junij 1929)
- polkovnik Mario Vercellino (avgust 1929 - december 1931)
- polkovnik Vittorio Sogno (januar 1932 - januar 1934)
- polkovnik Mario Roatta (februar 1934 - september 1936)
- polkovnik Paolo Angioy (oktober 1936 - junij 1937)
- polkovnik Donato Tripiccione (julij 1937 - avgust 1939)
- general Giancomo Carboni (november 1939 - september 1940)
- general Cesare Amé (september 1940 - 1943)
- general Giancomo Carboni (18. avgust 1943 - 1944)

Namestniki načelnika
- polkovnik Cesare Amé (1. januar 1940-19. september 1940)